# Llista de composicions de J. S. Bach
A continuació es detalla la llista de composicions de Johann Sebastian Bach d'acord amb el catàleg BWV que segueix un criteri temàtic en lloc de cronològic. També es fa referència a les obres amb atribució dubtosa.

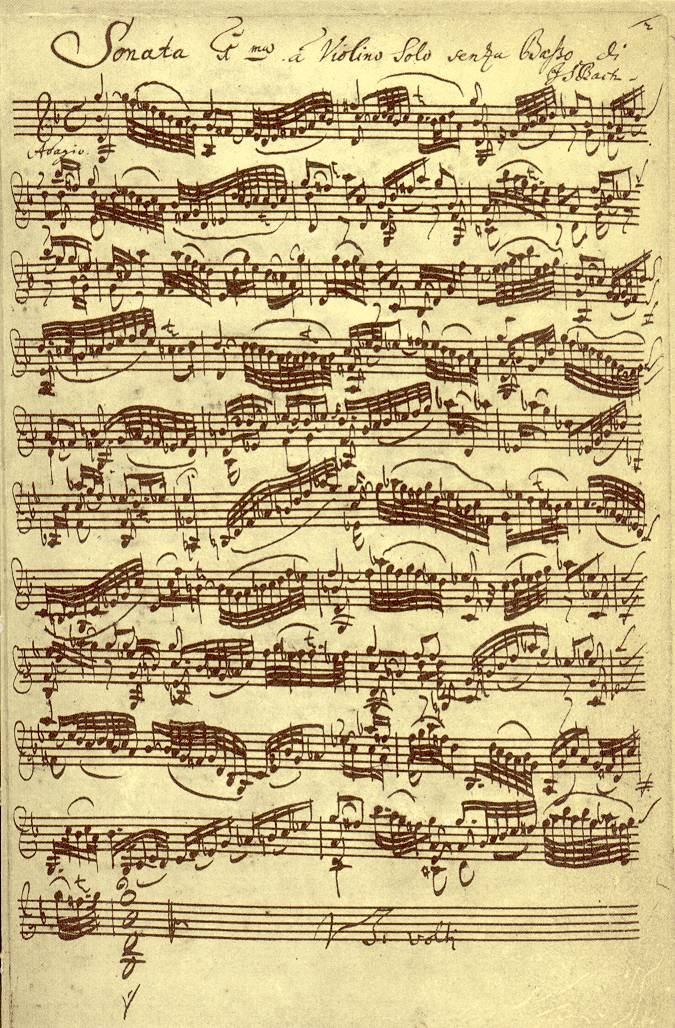
Autògraf de l'"Adagio" de la Sonata núm. 1 per a violí sol (1720)

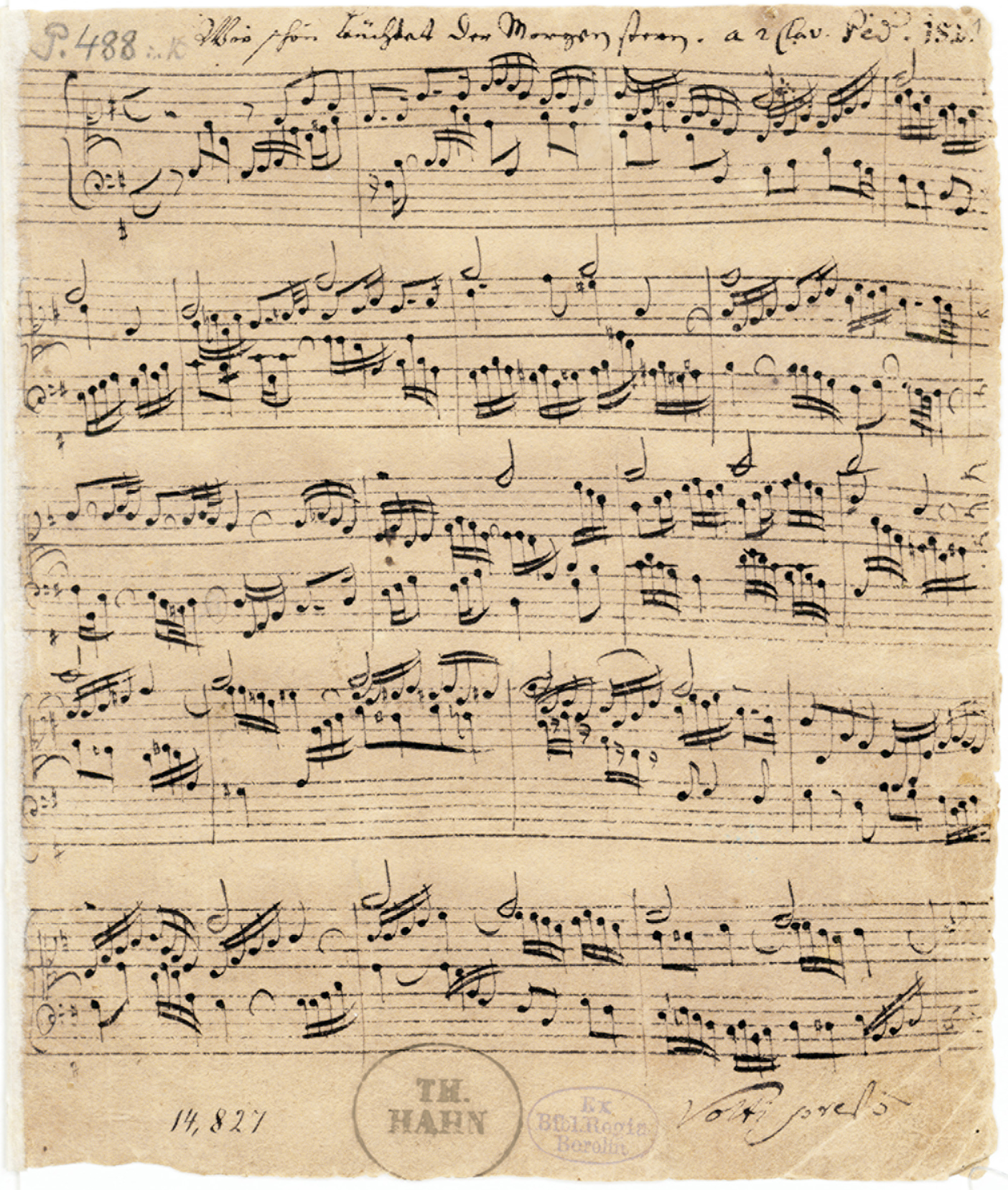
Coral Wie schoen leuchter der Morgenstern, BWV 739

## Obra vocal

### Cantates (1-224)

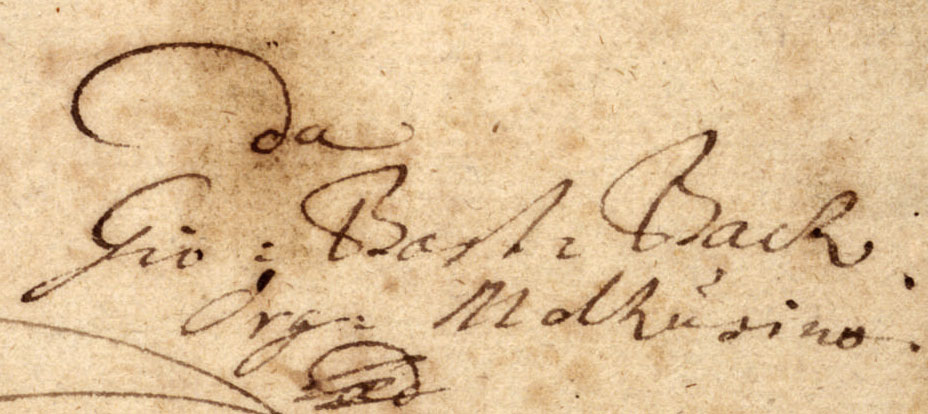
Autògraf de la Cantata BWV 71

Vegeu la llista de cantates.

### Motets (225–231)
- BWV 225 - Singet dem Herrn ein neus Lied
- BWV 226 - Der Geist hilft unser Schwachheit auf
- BWV 227 - Jesu, meine Freude
- BWV 228 - Fürchte dich nicht, ich bin bei dir (No ploreu mai)
- BWV 229 - Komm, Jesu, Komm, mein Leib ist mude
- BWV 230 - Lobet den Herrn, alle Heiden

### Obres litúrgiques en llatí (232–243)
- BWV 232 - Missa en si menor
- BWV 233 - Missa en fa major
- BWV 233a - Kyrie en fa major
- BWV 234 - Missa en la major
- BWV 235 - Missa en sol menor
- BWV 236 - Missa en sol major
- BWV 237 - Sanctus en do major
- BWV 238 - Sanctus en re major
- BWV 239 - Sanctus en re major
- BWV 240 - Sanctus en sol major
- BWV 241 - Sanctus en re major
- BWV 242 - Christe Eleison
- BWV 243 - Magnificat en re major
- BWV 243a - Magnificat en mi bemoll major

### Passions i oratoris (244–249)
- BWV 244 - Passió segons Sant Mateu (1a versió)
- BWV 244b - Passió segons Sant Mateu (2a versió)
- BWV 245 - Passió segons Sant Joan
- BWV 245a - Ària de la 2a versió de la Passió segons Sant Joan
- BWV 245b - Ària de la 2a versió de la Passió segons Sant Joan
- BWV 245c - Ària de la 2a versió de la Passió segons Sant Joan
- BWV 246 - Passió segons Sant Lluc
- BWV 247 - Passió segons Sant Marc
- BWV 248 - Oratori de Nadal
- BWV 249 - Oratori de Pasqua "Kommt, eilet und laufet"

### Cantates profanes (249–249)
- BWV 249a - Entfliehet, verschwindet, entweichet, ihr Sorgen
- BWV 249b - Verjaget, zerstreuet, zerruttet, ihr Sterne

### Corals (250–438)
Vegeu la llista de corals harmonitzats.

### Àries i cançons (439–524)
- Vegeu la llista d'àries, cançons i el Quodlibet

## Obra instrumental

### Obres per a orgue

#### Sonates a trio (525–530)
- BWV 525 - Sonata en trio
- BWV 526 - Sonata en trio
- BWV 527 - Sonata en trio
- BWV 528 - Sonata en trio
- BWV 528a - Andante
- BWV 529 - Sonata en trio
- BWV 530 - Sonata en trio

D'aquestes Sonates en feu una transcripció per a piano, el pianista i compositor Víctor Babin.

#### Preludis, fugues i altres obres (531–591)
- BWV 531 - Preludi i fuga en do major
- BWV 532 - Preludi i fuga
- BWV 532a - Fuga
- BWV 533 - Preludi i fuga (Petit preludi i fuga)
- BWV 534 - Preludi i fuga
- BWV 535 - Preludi i fuga
- BWV 535a - Preludi i fuga
- BWV 536 - Preludi i fuga
- BWV 536a - Preludi
- BWV 537 - Fantasia (Preludi) i fuga
- BWV 538 - Tocata i fuga «Dòrica»
- BWV 539 - Preludi i fuga
- BWV 539a - Fuga
- BWV 540 - Tocata i fuga
- BWV 541 - Preludi i fuga
- BWV 542 - Fantasia i fuga en sol m (Gran fantasia i fuga)
- BWV 542a - Fuga
- BWV 543 - Preludi i fuga
- BWV 544 - Preludi i fuga
- BWV 545 - Preludi i fuga
- BWV 545a - Preludi i fuga
- BWV 545b - Preludi, trio i fuga
- BWV 546 - Preludi i fuga
- BWV 547 - Preludi i fuga
- BWV 548 - Preludi i fuga (Gran preludi i fuga)
- BWV 549 - Preludi i fuga
- BWV 550 - Preludi i fuga
- BWV 551 - Preludi i fuga
- BWV 552 - Preludi i fuga «Santa Anna»
- BWV 553 - Petit Preludi i fuga
- BWV 554 - Petit Preludi i fuga
- BWV 555 - Petit Preludi i fuga
- BWV 556 - Petit preludi i fuga
- BWV 557 - Petit Preludi i fuga
- BWV 558 - Petit Preludi i fuga
- BWV 559 - Petit Preludi i Fuga
- BWV 560 - Petit Preludi i fuga
- BWV 561 - Fantasia i fuga
- BWV 562 - Fantasia i fuga
- BWV 563 - Fantasia
- BWV 564 - Toccata, adagio i fuga
- BWV 565 - Toccata i fuga en re menor
- BWV 566 - Toccata i fuga
- BWV 566a - Tocata
- BWV 567 - Preludi
- BWV 568 - Preludi
- BWV 569 - Preludi
- BWV 570 - Fantasia
- BWV 571 - Fantasia (concert)
- BWV 572 - Fantasia
- BWV 573 - Fantasia
- BWV 574 - Fuga
- BWV 574a - Fuga
- BWV 575 - Fuga
- BWV 576 - Fuga
- BWV 577 - Fuga
- BWV 578 - Fuga
- BWV 579 - Fuga sobre un tema de Corelli
- BWV 580 - Fuga
- BWV 581 - Fuga
- BWV 581a - Fuga
- BWV 582 - Passacaglia
- BWV 583 - Trio
- BWV 584 - Trio
- BWV 585 - Trio
- BWV 586 - Trio
- BWV 587 - Ària
- BWV 588 - Canzona
- BWV 589 - Alla Breve
- BWV 590 - Pastoral
- BWV 591 - Petit laberint harmònic

#### Concerts (592–598)
- BWV 592 - Concert en sol major (a partir d'un concert de J. E. von Sachsen)
- BWV 592a - Concert
- BWV 593 - Concert en la menor (a partir d'un concert de Vivaldi)
- BWV 594 - Concert en do major (a partir d'un concert de Vivaldi)
- BWV 595 - Concert en do major (a partir d'un concert de J. E. von Sachsen)
- BWV 596 - Concert en re menor (a partir d'un concert de Vivaldi)
- BWV 597 - Concert en mi bemoll major
- BWV 598 - Pedal Exercitium

#### Orgelbüchlein[1]i altres obres (599–644)
- BWV 599 - Nun komm, der Heiden Heiland
- BWV 600 - Gott, durch deine Güte
- BWV 601 - Herr Christ, der ein'ge Gottes Sohn
- BWV 602 - Lob sei dem allmächtigen Gott
- BWV 603 - Puer natus in Bethleem
- BWV 604 - Gelobet seist du, Jesu Christ
- BWV 605 - Der Tag, der ist so freudenreich
- BWV 606 - Vom Himmel hoch, da komm'ich her
- BWV 607 - Vom Himmel kam der Engel Schaar
- BWV 608 - In dulci jubilo (Ob)
- BWV 609 - Lobt Gott, ihr Christen allzugleich (Ob)
- BWV 610 - Jesu, mein Freude (Ob)
- BWV 611 - Christum wir sollen loben schon (Ob)
- BWV 612 - Wir Christenleut (Ob)
- BWV 613 - Helft mir Gottes Güte preisen (Ob)
- BWV 614 - Das alte Jahre vergangen ist (Ob)
- BWV 615 - In dir ist Freude (Ob)
- BWV 616 - Mit Fried' und Freud'ich fahr dahin (Ob)
- BWV 617 - Herr Gott, nun schleuss den Himmel auf (Ob)
- BWV 618 - O Lamm Gottes, unschuldig (Ob)
- BWV 619 - Christe, du Lamm Gottes (Ob)
- BWV 620 - Christus, der uns selig macht (Ob)
- BWV 620a - Christus, der uns selig macht (Ob)
- BWV 621 - Da Jesus an dem Kreuze stund (Ob)
- BWV 622 - O Mensch, bewein' dein' Sünde gross (Ob)
- BWV 623 - Wir danken dir, Herr Jesu Christ (Ob)
- BWV 624 - Hilf Gott, dass mir's gelinge (Ob)
- BWV 625 - Christ lag in Todesbanden (Ob)
- BWV 626 - Jesus Christus, unser Heiland (Ob)
- BWV 627 - Christ ist erstanden (Ob)
- BWV 628 - Erstanden ist der heil'ge Christ (Ob)
- BWV 629 - Erschienen ist der herrliche Tag (Ob)
- BWV 630 - Heut' triumphiret Gottes Sohn (Ob)
- BWV 631 - Komm, Gott Schöpfer, heiliger Geist (Ob)
- BWV 632 - Herr Jesu Christ, dich zu uns wend (Ob)
- BWV 633 - Liebster Jesu, wir sind hier (Ob)
- BWV 634 - Liebster Jesu, wir sind hier (Ob)
- BWV 635 - Dies sind die heil'gen zehn Gebot (Ob)
- BWV 636 - Vater unser im Himmelreich (Ob)
- BWV 637 - Durch Adam's Fall ist ganz verderbt (Ob)
- BWV 638 - Es ist das Heil uns kommen her (Ob)
- BWV 639 - Ich ruf' zu dir, Herr Jesu Christ (Ob)
- BWV 640 - In dich hab' ich gehoffet, Herr (Ob)
- BWV 641 - Wenn wir in höchsten Nothen sein (Ob)
- BWV 642 - Wer nur den lieben Gott lässt walten (Ob)
- BWV 643 - Alle Menschen müssen sterben (Ob)
- BWV 644 - Ach wie nichtig, ach wie flüchtig (Ob)

#### Corals Schübler(645–650)
- BWV 645 - Wachet auf, ruft uns die Stimme
- BWV 646 - Woll soll ich fliehen hin
- BWV 647 - Wer nur den lieben Gott laesst walten
- BWV 648 - Meine Seele erhebt den Herren
- BWV 649 - Ach bleib bei uns, Herr Jesu Christ
- BWV 650 - Kommst du nun, Jesu, von Himmel herunter

#### Divuit Grans Preludis Corals(651–668)
- BWV 651 - Komm, Heiliger Geist, Herre Gott
- BWV 651a - Komm, Heiliger Geist, Herre Gott
- BWV 652 - Komm, Heiliger Geist
- BWV 653 - An Waserfluessen Babylon
- BWV 653a - An Waserfluessen Babylon
- BWV 653b - An Waserfluessen Babylon
- BWV 654 - Schmuecke dich, o liebe Seele
- BWV 655 - Herr Jesu Christ, dich zu uns wend
- BWV 655a - Herr Jesu Christ, dich zu uns wend
- BWV 655b - Herr Jesu Christ, dich zu uns wend
- BWV 655c - Herr Jesu Christ, dich zu uns wend
- BWV 656 - O Lamm Gottes, unschuldig
- BWV 656a - O Lamm Gottes, unschuldig
- BWV 657 - Nun danket alle Gott
- BWV 658 - Von Gott will ich nicht lassen
- BWV 658a - Von Gott will ich nicht lassen
- BWV 659 - Nun komm, der Heiden Heiland
- BWV 659a - Nun komm, der Heiden Heiland
- BWV 660 - Nun komm, der Heiden Heiland
- BWV 660a - Nun komm, der Heiden Heiland
- BWV 660b - Nun komm, der Heiden Heiland
- BWV 661 - Nun komm, der Heiden Heiland
- BWV 661a - Nun komm, der Heiden Heiland
- BWV 662 - Allein Gott in der Höh' sei Ehr'
- BWV 663 - Allein Gott in der Höh' sei Ehr'
- BWV 663a - Allein Gott in der Höh' sei Ehr'
- BWV 664 - Allein Gott in der Höh' sei Ehr'
- BWV 664a - Allein Gott in der Höh' sei Ehr'
- BWV 665 - Jesu Christus unser Heiland
- BWV 665a - Jesu Christus unser Heiland
- BWV 666 - Jesus Christus unser Heiland
- BWV 667 - Komm, Gott Scoepfer, heiliger Geist
- BWV 668 - Vor deinen Thron tret' ich
- BWV 668a - Vor deinen Thron tret' ich

#### Missa Alemanya (part del Clavierübung III) (669–689)
- BWV 669 - Kyrie, Gott Vater in Ewigkeit
- BWV 670 - Christe, aller Welt Trost
- BWV 671 - Kyrie, Gott heiliger Geist
- BWV 672 - Kyrie, Gott Vater in Ewigkeit
- BWV 673 - Christe, aller Welt Trost
- BWV 674 - Kyrie, Gott heiliger Geist
- BWV 675 - Allein Gott in der Hoeh' sei Ehr
- BWV 676 - Allein Gott in der Hoeh' sei Ehr
- BWV 677 - Allein Gott in der Hoeh' sei Ehr
- BWV 678 - Dies sind die heilgen zehn Gebot
- BWV 679 - Dies sind die heilgen zehn Gebot
- BWV 680 - Wir glauben all' an einen Gott
- BWV 681 - Wir glauben all' an einen Gott
- BWV 682 - Vater unser Himmelreich
- BWV 683 - Vater unser im Himmelreich
- BWV 684 - Christ, unser Herr, zum Jordan kam
- BWV 685 - Christ, unser Herr, zum Jordan kam
- BWV 686 - Aus tiefer Not schrei ich zu dir
- BWV 687 - Aus tiefer Not schrei ich zu dir
- BWV 688 - Jesus Christus unser Heiland, der von uns den Zorn Gottes wandt
- BWV 689 - Jesus Christus unser Heiland'

#### Corals i preludis «Kirnberger»[2](690–713)
- BWV 690 - Wer nur den lieben Gott lasst walten
- BWV 691 - Wer nun den lieben Gott lasst walten
- BWV 691a - Wer nun den lieben Gott lasst walten
- BWV 692 - Ach Gott und Herr
- BWV 692a - Ach Gott und Herr
- BWV 693 - Ach Gott und Herr
- BWV 694 - Wo soll ich fliehen hin
- BWV 695 - Christ lag in Todes Banden
- BWV 695a - Christ lag in Todes Banden
- BWV 696 - Christum wir sollen loben schon (fugueta)
- BWV 697 - Gelobet seist du, Jesu Christ (fugueta)
- BWV 698 - Herr Christ, der eineg Gottes Sohn (fugueta)
- BWV 699 - Nun komm, der Heiden Heiland(fugueta)
- BWV 700 - Vom Himmel hoch, da komm ich her
- BWV 701 - Vom Himmel hoch, da komm ich her (fugueta)
- BWV 702 - Das Jesulein soll doch mein Trost (fugueta)
- BWV 703 - Gottes Sohn ist kommen (fugueta)
- BWV 704 - Lob sei dem allmaechtigen Gott fugueta)
- BWV 705 - Durch Adams Fall ist ganz verderbt
- BWV 706 - Liebster Jesu, wir sind hier
- BWV 707 - Ich hab' mein' Sach' Gott heimgestellt
- BWV 708 - Ich hab' mein' Sach' Gott heimgestellt
- BWV 708a - Ich hab' mein' Sach' Gott heimgestellt
- BWV 709 - Herr Jesu Christ, dich zu uns wend
- BWV 710 - Wir Christenleut habn jetzund Freud
- BWV 711 - Allein Gott in der Hoeh' sei Ehr
- BWV 712 - In dich hab' ich gehoffet, Herr
- BWV 713 - Jesu meine Freude (Fantasia)
- BWV 713a - Jesu meine Freude (Fantasia)

#### Altres corals i preludis (714–764)
- BWV 714 - Ach Gott und Herr
- BWV 715 - Allein Gott in der Hoh sei Ehr
- BWV 716 - Fuga super Allein Gott in der Hoeh sei Ehr
- BWV 717 - Allein Gott in der Hoh sei Ehr
- BWV 718 - Christ lag in Todes banden
- BWV 719 - Der Tag, der ist so freudenreich
- BWV 720 - Ein feste Burg ist unser Gott
- BWV 721 - Erbarm dich mein, o Herre Gott
- BWV 722 - Gelobet seist du, Jesu Christ
- BWV 723 - Gelobet seist du, Jesu Christ
- BWV 724 - Gott, durch dein Guete (Gottes Sohn ist kommen)
- BWV 725 - Herr Gott, dich loben wir
- BWV 726 - Herr Jesu Christ, dich zu uns wend
- BWV 727 - Herzlich tut mich verlangen
- BWV 728 - Jesus, meine Zuversicht
- BWV 729 - In dulci jubilo
- BWV 730 - Liebster Jesu, wir sind hier
- BWV 731 - Liebster Jesu, wir sind hier
- BWV 732 - Lobt Gott, ihr Christen, allzugleich
- BWV 733 - Magnificat
- BWV 734 - Nun freut euch, lieben Christen/Es ist gewisslich an der Zeit
- BWV 735 - Valet will ich dir geben
- BWV 736 - Valet will ich dir geben
- BWV 737 - Vater unser im Himmelreich
- BWV 738 - Von Himmel hoch, da komm' ich her
- BWV 738a - Von Himmel hoch, da komm' ich her
- BWV 739 - Wie schoen leuchter der Morgenstern
- BWV 740 - Wir glauben all' an einen Gott, Vater
- BWV 741 - Ach Gott, von Himmel sieh' darein
- BWV 742 - Ach Herr, mich armen Sunder
- BWV 743 - Ach, was ist doch unser Leben
- BWV 744 - Auf meinen lieben Gott
- BWV 745 - Aus der Tiefe rufe ich
- BWV 746 - Christ ist erstanden
- BWV 747 - Christus, der uns selig macht
- BWV 748 - Gott der Vater wohn' uns bei
- BWV 748a - Gott der Vater wohn' uns bei
- BWV 749 - Herr Jesu Christ, dich zu uns wend
- BWV 750 - Herr Jesu Christ, mein's Lebens Licht
- BWV 751 - In dulci jubilo
- BWV 752 - Jesu, der du meine Seele
- BWV 753 - Jesu, meine Freude
- BWV 754 - Liebster Jesu, wir sind hier
- BWV 755 - Nun freut euch, lieben Christen
- BWV 756 - Nun ruhen alle Waelder
- BWV 757 - O herre Gott, din goettlich's Wort
- BWV 758 - O vater, allmaechtiger Gott
- BWV 759 - Schmuecke dich, o liebe Seele
- BWV 760 - Vater unser im Himmelreich
- BWV 761 - Vater unser im Himmelreich
- BWV 762 - Vater unser im Himmelreich
- BWV 763 - Wie schoen leuchtet der Morgenstern
- BWV 764 - Wie schoen leuchtet der Morgernstern.

#### Partites i variacions corals[3](765–771)
- BWV 765 - Wir glauben all' an einen Gott
- BWV 766 - Christ, der du bist der helle Tag
- BWV 767 - O Gott, du frommer Gott
- BWV 768 - Sei gegruesset, Jesu guetig
- BWV 769 - Von Himmel hoch, da komm' ich her (variacions canòniques)
- BWV 770 - Ach, was soll ich Sunder machine
- BWV 771 - Allein Gott in der Hoh sei Ehr

### Obres per a teclat

#### Invencions a dues veus (772–786)
- BWV 772 - Invenció núm. 1 a dues veus en do major
- BWV 772a[4] - Invenció núm. 1 a dues veus en do major
- BWV 773 - Invenció núm. 2 a dues veus en do menor
- BWV 774 - Invenció núm. 3 a dues veus en re major
- BWV 775 - Invenció núm. 4 a dues veus en re menor
- BWV 776 - Invenció núm. 5 a dues veus en mi bemoll major
- BWV 777 - Invenció núm. 6 a dues veus en mi major
- BWV 778 - Invenció núm. 7 a dues veus en mi menor
- BWV 779 - Invenció núm. 8 a dues veus en fa major
- BWV 780 - Invenció núm. 9 a dues veus en fa menor
- BWV 781 - Invenció núm. 10 a dues veus en sol major
- BWV 782 - Invenció núm. 11 a dues veus en sol menor
- BWV 783 - Invenció núm. 12 a dues veus en la major
- BWV 784 - Invenció núm. 13 a dues veus en la menor
- BWV 785 - Invenció núm. 14 a dues veus en si bemoll major
- BWV 786 - Invenció núm. 15 a dues veus en si menor

#### Invencions (Simfonies) a tres veus (787–801)
- BWV 787 - Invenció núm. 1 a tres veus en do major
- BWV 788 - Invenció núm. 2 a tres veus en do menor
- BWV 789 - Invenció núm. 3 a tres veus en re major
- BWV 790 - Invenció núm. 4 a tres veus en re menor
- BWV 791 - Invenció núm. 5 a tres veus en mi bemoll major
- BWV 792 - Invenció núm. 6 a tres veus en mi major
- BWV 793 - Invenció núm. 7 a tres veus en mi menor
- BWV 794 - Invenció núm. 8 a tres veus en fa major
- BWV 795 - Invenció núm. 9 a tres veus en fa menor
- BWV 796 - Invenció núm. 10 a tres veus en sol major
- BWV 797 - Invenció núm. 11 a tres veus en sol menor
- BWV 798 - Invenció núm. 12 a tres veus en la major
- BWV 799 - Invenció núm. 13 a tres veus en la menor
- BWV 800 - Invenció núm. 14 a tres veus en si bemoll major
- BWV 801 - Invenció núm. 15 a tres veus en si menor

#### Duets (part del Clavierübung III) (802–805)
- BWV 802 - Duet en mi menor
- BWV 803 - Duet en fa major
- BWV 804 - Duet en sol major
- BWV 805 - Duet en la menor

#### Suites angleses (806–811)
- BWV 806 - Suite anglesa núm. 1, en la major
- BWV 807 - Suite anglesa núm. 2, en la menor
- BWV 808 - Suite anglesa núm. 3, en sol menor
- BWV 809 - Suite anglesa núm. 4, en fa major
- BWV 810 - Suite anglesa núm. 5, en mi menor
- BWV 811 - Suite anglesa núm. 6, en re menor

#### Suites franceses (812–817)
- BWV 812 - Suite francesa núm. 1, en re menor
- BWV 813 - Suite francesa núm. 2, en do menor
- BWV 814 - Suite francesa núm. 3, en si menor
- BWV 815 - Suite francesa núm. 4, en mi bemoll major
- BWV 815a - Suite francesa núm. 4[5]
- BWV 816 - Suite francesa núm. 5, en sol major
- BWV 817 - Suite francesa núm. 6, en mi major

#### Altres suites (818–824)
- BWV 818 - Suite en la menor
- BWV 818a - Suite en la menor

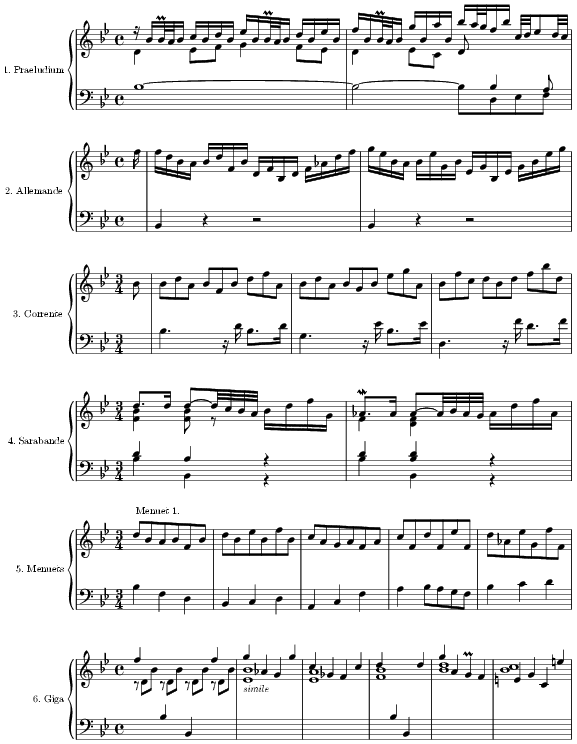
Partita núm. 1

- BWV 819 - Suite en mi bemoll major
- BWV 819a - Suite en mi bemoll major
- BWV 820 - Obertura (suite) en fa major
- BWV 821 - Suite en si bemoll major
- BWV 822 - Suite en sol menor
- BWV 823 - Suite en fa menor (fragments: Preludi, Sarabanda, Giga)
- BWV 824 - Suite en la major (fragments: Allemande, Courante, Giga)

#### Partites per a teclat (part del Clavierübung I) (825–830)
- BWV 825 - Partita núm. 1 en si bemoll major
- BWV 826 - Partita núm. 2 en do menor
- BWV 827 - Partita núm. 3 en la menor
- BWV 828 - Partita núm. 4 en re major
- BWV 829 - Partita núm. 5 en sol major
- BWV 830 - Partita núm. 6 en mi menor

#### Obertura francesa (part del Clavierübung II) (831)
- BWV 831 - Obertura a l'estil francès

#### Altressuites(832–845)
- BWV 832 - Partita en la major
- BWV 833 - Preludi i partita en fa major
- BWV 834 - Allemande
- BWV 835 - Allemande
- BWV 836 - Allemande
- BWV 837 - Allemande
- BWV 838 - Allemande i courante
- BWV 839 - Sarabanda
- BWV 840 - Courante
- BWV 841 - Minuet
- BWV 842 - Minuet
- BWV 843 - Minuet
- BWV 844 - Scherzo
- BWV 844a - Scherzo
- BWV 845 - Giga

#### El clavecí ben temprat(846–893)

##### Llibre I
- BWV 846 - Preludi i fuga núm. 1 en do major
- BWV 847 - Preludi i fuga núm. 2 en do menor
- BWV 848 - Preludi i fuga núm. 3 en do# major
- BWV 849 - Preludi i fuga núm. 4 en do# menor
- BWV 850 - Preludi i fuga núm. 5 en re major
- BWV 851 - Preludi i fuga núm. 6 en re menor
- BWV 852 - Preludi i fuga núm. 7 en mi♭ major
- BWV 853 - Preludi i fuga núm. 8 en mi♭ menor
- BWV 854 - Preludi i fuga núm. 9 en mi major
- BWV 855 - Preludi i fuga núm. 10 en mi menor
- BWV 856 - Preludi i fuga núm. 11 en fa major
- BWV 857 - Preludi i fuga núm. 12 en fa menor
- BWV 858 - Preludi i fuga núm. 13 en fa# major
- BWV 859 - Preludi i fuga núm. 14 en fa# menor
- BWV 860 - Preludi i fuga núm. 15 en sol major
- BWV 861 - Preludi i fuga núm. 16 en sol menor
- BWV 862 - Preludi i fuga núm. 17 en la♭ major
- BWV 863 - Preludi i fuga núm. 18 en sol# menor
- BWV 864 - Preludi i fuga núm. 19 en la major
- BWV 865 - Preludi i fuga núm. 20 en la menor
- BWV 866 - Preludi i fuga núm. 21 en si♭ major
- BWV 867 - Preludi i fuga núm. 22 en si♭ menor
- BWV 868 - Preludi i fuga núm. 23 en si major
- BWV 869 - Preludi i fuga núm. 24 en si menor

##### Llibre II
- BWV 870 - Preludi i fuga núm. 1 en do major
- BWV 871 - Preludi i fuga núm. 2 en do menor
- BWV 870 - Preludi i fuga núm. 3 en do# major
- BWV 870 - Preludi i fuga núm. 4 en do# menor
- BWV 874 - Preludi i fuga núm. 5 en re major
- BWV 875 - Preludi i fuga núm. 6 en re menor
- BWV 876 - Preludi i fuga núm. 7 en mi♭ major
- BWV 877 - Preludi i fuga núm. 8 en re# menor
- BWV 878 - Preludi i fuga núm. 9 en mi major
- BWV 879 - Preludi i fuga núm. 10 en mi menor
- BWV 880 - Preludi i fuga núm. 11 en fa major
- BWV 881 - Preludi i fuga núm. 12 en fa menor
- BWV 882 - Preludi i fuga núm. 13 en fa# major
- BWV 883 - Preludi i fuga núm. 14 en fa# menor
- BWV 884 - Preludi i fuga núm. 15 en sol major
- BWV 885 - Preludi i fuga núm. 16 en sol menor
- BWV 886 - Preludi i fuga núm. 17 en la♭ major
- BWV 887 - Preludi i fuga núm. 18 en sol# menor
- BWV 888 - Preludi i fuga núm. 19 en la major
- BWV 889 - Preludi i fuga núm. 20 en la menor
- BWV 890 - Preludi i fuga núm. 21 en si♭ major
- BWV 891 - Preludi i fuga núm. 22 en si♭ menor
- BWV 892 - Preludi i fuga núm. 23 en si major
- BWV 893 - Preludi i fuga núm. 24 en si menor

#### Preludis i fugues, tocates i fantasies (894–923)
- BWV 894 - Preludi i fuga
- BWV 895 - Preludi i fuga
- BWV 896 - Preludi i fuga
- BWV 897 - Preludi i fuga
- BWV 898 - Preludi i fuga
- BWV 899 - Preludi i fugueta
- BWV 900 - Preludi i fugueta
- BWV 901 - Preludi i fugueta
- BWV 902 - Preludi i fugueta
- BWV 902a - Preludi i fugueta
- BWV 903 - Fantasia cromàtica i fuga
- BWV 903a - Fantasia cromàtica i fuga
- BWV 904 - Fantasia i fuga
- BWV 905 - Fantasia i fuga
- BWV 906 - Fantasia i fuga
- BWV 907 - Fantasia i fugueta
- BWV 908 - Fantasia i fugueta
- BWV 909 - Concert i fuga en do menor
- BWV 910 - Tocata
- BWV 911 - Tocata
- BWV 912 - Tocata
- BWV 913 - Tocata
- BWV 914 - Tocata
- BWV 915 - Tocata
- BWV 916 - Tocata
- BWV 917 - Fantasia
- BWV 918 - Fantasia
- BWV 919 - Fantasia
- BWV 920 - Fantasia
- BWV 921 - Preludi
- BWV 922 - Preludi
- BWV 923 - Preludi

#### Petits preludes per a Wilhelm Friedemann[6](924–932)
- BWV 924 - Preludi
- BWV 924a - Preludi
- BWV 925 - Preludi
- BWV 926 - Preludi
- BWV 927 - Preàmbul
- BWV 928 - Preludi
- BWV 929 - Preludi
- BWV 930 - Preludi
- BWV 931 - Preludi
- BWV 932 - Preludi

#### Sis petits preludes (933–938)
- BWV 933 - Petit preludi
- BWV 934 - Petit preludi
- BWV 935 - Petit preludi
- BWV 936 - Petit preludi
- BWV 937 - Petit preludi
- BWV 938 - Petit preludi

#### Cinc preludis[7](939–943)
- BWV 939 - Preludi
- BWV 940 - Preludi
- BWV 941 - Preludi
- BWV 942 - Preludi
- BWV 943 - Preludi

#### Fugues i fuguetes (944–962)
- BWV 944 - Fuga
- BWV 945 - Fuga
- BWV 946 - Fuga
- BWV 947 - Fuga
- BWV 948 - Fuga
- BWV 949 - Fuga
- BWV 950 - Fuga
- BWV 951 - Fuga
- BWV 951a - Fuga
- BWV 952 - Fuga
- BWV 953 - Fuga
- BWV 954 - Fuga
- BWV 955 - Fuga
- BWV 956 - Fuga
- BWV 957 - Fuga
- BWV 958 - Fuga
- BWV 959 - Fuga
- BWV 960 - Fuga
- BWV 961 - Fugueta
- BWV 962 - Fugueta

#### Sonatas i moviments de sonata (963–970)
- BWV 963 - Sonata
- BWV 964 - Sonata
- BWV 965 - Sonata
- BWV 966 - Sonata
- BWV 967 - Sonata
- BWV 968 - Adagio
- BWV 969 - Andante
- BWV 970 - Presto

#### Concert italià (part del Clavierübung II) (971)
- BWV 971 - Concert italià

#### Arranjaments de concerts d'altres compositors (972–987)
- BWV 972 - Concert en re major (Concert op. 3 núm. 7, RV 567, de Vivaldi)
- BWV 973 - Concert en sol major (Concert op. 7 núm. 2, RV 188, de Vivaldi)
- BWV 974 - Concert en re menor (Concert per a oboè en re menor d'Alessandro Marcello
- BWV 975 - Concert en sol menor (Concert per a violí núm. 6, op. 4, de Vivaldi)
- BWV 976 - Concert en do major (Concert per a violí núm. 12, op. 3, de Vivaldi)
- BWV 977 - Concert en do major (Concert, potser de Benedetto Marcello)
- BWV 978 - Concert en fa major (Concert, op. 3 núm. 3, RV 310, de Vivaldi)
- BWV 979 - Concert en si menor (possiblement del Concert per a violí de Giuseppe Torelli)
- BWV 980 - Concert en sol major (Concert op. 4 núm. 1, RV383a, de Vivaldi)
- BWV 981 - Concert en do menor (possiblement del Concert op. 1 núm. 2 de Benedetto Marcello)
- BWV 982 - Concert en si bemoll major (Concert núm. 1, op. 1, del duc Johann Ernst)
- BWV 983 - Concert en sol menor (d'un concert de compositor desconegut)
- BWV 984 - Concert en do major (d'un concert del duc Johann Ernst) (arranjament per a orgue, BWV 595)
- BWV 985 - Concert en sol major (arranjament d'un concert de Telemann)
- BWV 986 - Concert en sol menor (arranjament d'un concert, potser de Telemann)
- BWV 987 - Concert en re menor (arranjament del Concert op. 1 núm. 4 del duc Johann Ernst)

#### Variacions i altres peces per a teclat (988–994)
- BWV 988 - Variacions Goldberg (Clavierübung IV)
- BWV 989 - Ària variada a la manera italiana en la menor
- BWV 990 - Sarabanda i partita en do major
- BWV 991 - Ària amb variacions en do menor
- BWV 992 - Capriccio sobre le partida del seu germà estimat
- BWV 993 - Capriccio en mi major
- BWV 994 - Applicatio en do major

### Música de cambra

#### Llaüt (995–1000)
- BWV 995 - Suite en sol menor (transcripció de la Suite per a violoncel núm. 5, BWV 1011)
- BWV 996 - Suite en mi menor
- BWV 997 - Suite en do menor
- BWV 998 - Preludi, fuga i allegro en mi bemoll major
- BWV 999 - Preludi en do menor
- BWV 1000 - Fuga en sol menor

#### Violí (1001–1006)
Sonates i partites per a violí sol (BWV 1001-1006)
- BWV 1001 - Sonata núm. 1 en sol menor
- BWV 1002 - Partita núm. 1 en si menor
- BWV 1003 - Sonata núm. 2 en la menor
- BWV 1004 - Partita núm. 2 en re menor
- BWV 1005 - Sonata núm. 3 en do major
- BWV 1006 - Partita núm. 3 en mi major

#### Llaüt (1006a)
- BWV 1006a - Suite en mi major (transcripció de la Partita núm. 3 per a violí, BWV 1006)

#### Violoncel (1007–1012)

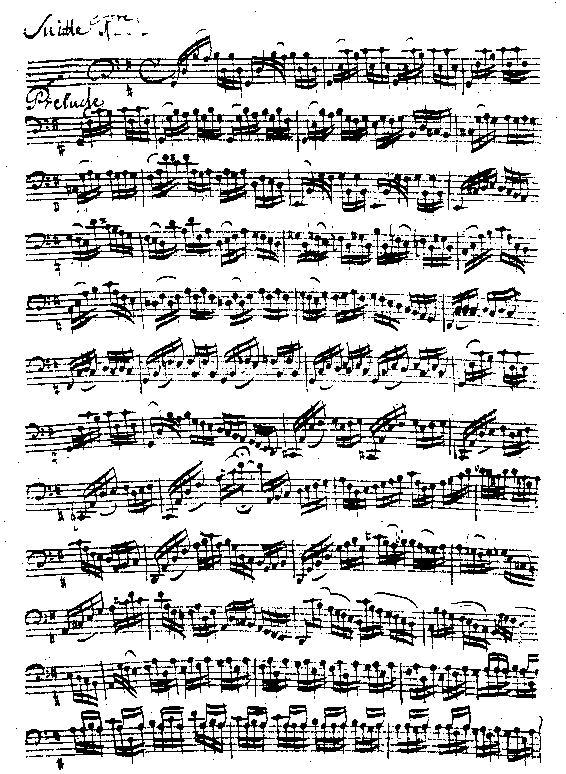
La primera pàgina del manuscrit d'Anna Magdalena Bach de la Suite núm. 1 en sol major, BWV 1007

Suites per a violoncel sol (BWV 1007-1012)
- BWV 1007 - Suite per a violoncel sol núm. 1 en sol major
- BWV 1008 - Suite per a violoncel sol núm. 2 en re menor
- BWV 1009 - Suite per a violoncel sol núm. 3 en do major
- BWV 1010 - Suite per a violoncel sol núm. 4 en mi bemoll major
- BWV 1011 - Suite per a violoncel sol núm. 5 en do menor
- BWV 1012 - Suite per a violoncel sol núm. 6 en re major

#### Flauta travessera (1013)
- BWV 1013 - Partita en la menor

#### Violí i teclat/baix continu (1014–1026)
- BWV 1014 - Sonata per a violí i clavecí en si menor
- BWV 1015 - Sonata per a violí i clavecí en la major
- BWV 1016 - Sonata per a violí i clavecí en mi major
- BWV 1017 - Sonata per a violí i clavecí en do menor
- BWV 1018 - Sonata per a violí i clavecí en fa menor
- BWV 1018a - Adagio per a violí i clavecí en fa menor (versió primitiva del 3r moviment de la BWV 1018)
- BWV 1019 - Sonata per a violí i clavecí en sol major
- BWV 1019a - Sonata per a violí i clavecí en sol major (versió primitiva de la BWV 1019)
- BWV 1020 - Sonata per a violí (o flauta travessera) i clavecí (actualment atribuïda a C. P. E. Bach, H 542.5)
- BWV 1021 – Sonata per a violí i baix continu en sol major
- BWV 1022 - Sonata per a violí i baix continu en fa major (actualment atribuïda a C. P. E. Bach)
- BWV 1023 - Sonata per a violí i baix continu en mi menor
- BWV 1024 - Sonata per a violí i baix continu en do menor (atribució dubtosa)
- BWV 1025 – Suite per a violí i clavecí (actualment atribuïda a C. P. E. Bach)
- BWV 1026 - Fuga per a violí i baix continu en sol menor (atribució dubtosa)

#### Viola de gamba i teclat (1027–1029)
- BWV 1027 - Sonata per a viola de gamba i clavecí núm. 1 en sol major (arranjament de la BWV 1039)
- BWV 1027a - Trio en sol major per a orgue (arranjament del 4t moviment de la BWV 1027)
- BWV 1028 - Sonata per a viola de gamba i clavecí núm. 2 en re major
- BWV 1029 - Sonata per a viola de gamba i clavecí núm. 3 en sol menor

#### Flauta travessera i teclat/baix continu (1030–1035)
- BWV 1030 - Sonata per a flauta travessera i clavecí en si menor
- BWV 1030a - Sonata per a un instrument desconegut (potser oboè o viola de gamba) i clavecí en sol menor (versió primitiva de la BWV 1030)
- BWV 1031 - Sonata per a flauta travessera i clavecí en mi bemoll major (actualment atribuïda a C. P. E. Bach)
- BWV 1032 - Sonata per a flauta travessera i clavecí en la major
- BWV 1033 - Sonata per a flauta travessera i baix continu en do major (actualment atribuïda a C. P. E. Bach)
- BWV 1034 - Sonata per a flauta travessera i baix continu en mi menor
- BWV 1035 - Sonata per a flauta travessera i baix continu en mi major

#### Trio sonatas (1036–1040)
- BWV 1036 - Sonata per a dos violins i baix continu en re menor (actualment atribuïda a C. P. E. Bach)
- BWV 1037 - Sonata per a dos violins i baix continu en do major (actualment atribuïda a J. G. Goldberg)
- BWV 1038 - Sonata per a flauta travessera, violí i baix continu en sol major (actualment atribuïda a C. P. E. Bach)
- BWV 1039 - Sonata per a dues flautes transversals i baix continu en sol major
- BWV 1040 - Sonata canònica per a violí, oboè i baix continu en fa major

### Obra orquestral

#### Concerts per a violí (1041–1045)
- BWV 1041 - Concert per a violí en la menor
- BWV 1042 - Concert per a violí en mi major
- BWV 1043 - Concert per a 2 violins en re menor
- BWV 1044 - Concert per a flauta, violí i clavecí en la menor
- BWV 1045 - Moviment de concert per a violí en re major

#### Concerts de Brandenburg(1046–1051)

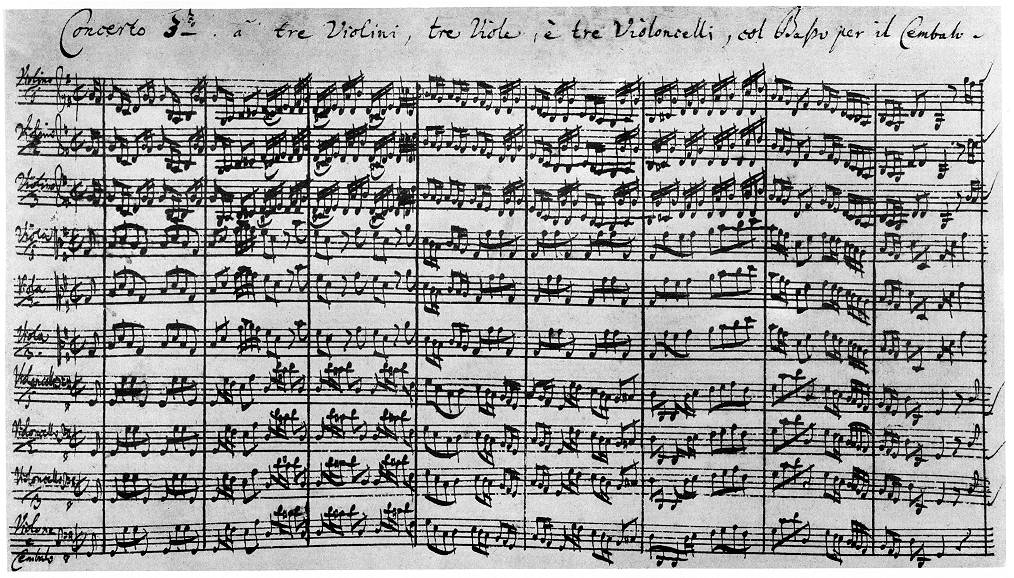
Autògraf del 1r moviment del Concert de Brandenburg núm. 3

- BWV 1046 - Concert núm. 1 en fa major
- BWV 1046a - Simfonia en fa major
- BWV 1047 - Concert núm. 2 en fa major
- BWV 1048 - Concert núm. 3 en sol major
- BWV 1049 - Concert núm. 4 en sol major
- BWV 1050 - Concert núm. 5 en re major
- BWV 1050a - Concert en re major
- BWV 1051 - Concert núm. 6 en si bemoll major

#### Concerts per a clavecí(1052–1065)
- BWV 1052 - Concert per a clavecí en re menor
- BWV 1053 - Concert per a clavecí en mi major
- BWV 1054 - Concert per a clavecí en re major
- BWV 1055 - Concert per a clavecí en la major
- BWV 1056 - Concert per a clavecí en fa menor
- BWV 1057 - Concert per a clavecí i dues flautes en fa major[8]
- BWV 1058 - Concert per a clavecí en sol menor
- BWV 1059 - Concert per a clavecí en re menor[9]
- BWV 1060 - Concert per a dos clavecins en do menor
- BWV 1061 - Concert per a dos clavecins en do major
- BWV 1062 - Concert per a dos clavecins en do menor
- BWV 1063 - Concert per a tres clavecins en re menor
- BWV 1064 - Concert per a tres clavecins en do major
- BWV 1065 - Concert per a quatre clavecins en la menor[10]

#### Suites per a orquestra(1066–1071)
- BWV 1066 - Suite per a orquestra núm. 1 en do major
- BWV 1067 - Suite per a orquestra núm. 2 en si menor
- BWV 1068 - Suite per a orquestra núm. 3 en re major
- BWV 1069 - Suite per a orquestra núm. 4 en re major
- BWV 1070 - Suite d'orquestra en sol menor (possiblement de W. F. Bach)
- BWV 1071 - Simfonia en fa major[11]

## Cànons i darreres obres

### Cànons (1072–1078)
- BWV 1072 - Canon trias harmonica
- BWV 1073 - Canon a 4 perpetuus
- BWV 1074 - Canon a 4
- BWV 1075 - Canon a 2 perpetuus
- BWV 1076 - Canon triplex a 6
- BWV 1077 - Canone doppio sopr'il soggetto
- BWV 1078 - Canon super fa mi a 7 post tempus misicum

### Grans obres de contrapunt (1079–1080)
- BWV 1079 - Ofrena Musical (Musikalisches Opfer)
- BWV 1080 - L'art de la fuga (Die Kunst der Fuge)

## Addicions actuals d'obres al catàleg

### Corals i altres peces (1081–1089)
- BWV 1081 - Credo in unum Deum in F-dur (per a cor)
- BWV 1082 - Suscepit Israel puerum suum per a cor)
- BWV 1083 - Tilge, Höchster, meine Sünden (motet, paròdia del Stabat Mater de Pergolesi)
- BWV 1084 - O hilf, Christe, Gottes Sohn (coral)
- BWV 1085 - O Lamm Gottes, unschuldig (preludi coral)
- BWV 1086 - Canon concordia discors (orgue)
- BWV 1087 - Verschiedene Canones [14] (orgue)
- BWV 1088 - So heb ich denn mein Auge sehnlich auf (ària de baix)
- BWV 1089 - Da Jesus an dem Kreutze stund (coral)

### Neumeister Chorales (1090–1120)
- BWV 1090 - Wir Christenleut
- BWV 1091 - Das alte Jahr vergangen ist
- BWV 1092 - Herr Gott, nun schleuß den Himmel auf
- BWV 1093 - Herzliebster Jesu, was hast du verbrochen
- BWV 1094 - O Jesu, wie ist dein Gestalt
- BWV 1095 - O Lamm Gottes unschuldig
- BWV 1096 - Christe, der du bist Tag und Licht (Wir danken dir, Herr Jesu Christ)
- BWV 1097 - Ehre sei dir, Christe, der du leidest Not
- BWV 1098 - Wir glauben all an einen Gott
- BWV 1099 - Aus tiefer Not schrei ich zu dir
- BWV 1100 - Allein zu dir, Herr Jesu Christ
- BWV 1101 - Durch Adams Fall ist ganz verderbt
- BWV 1102 - Du Friedefürst, Herr Jesu Christ
- BWV 1103 - Erhalt uns, Herr, bei deinem Wort
- BWV 1104 - Wenn dich Unglück tut greifen an
- BWV 1105 - Jesu, meine Freude
- BWV 1106 - Gott ist mein Heil, mein Hilf und Trost
- BWV 1107 - Jesu, meines Lebens Leben
- BWV 1108 - Als Jesus Christus in der Nacht
- BWV 1109 - Ach Gott, tu dich erbarmen
- BWV 1110 - O Herre Gott, dein göttlich Wort
- BWV 1111 - Nun lasset uns den Leib begrab'n
- BWV 1112 - Christus, der ist mein Leben
- BWV 1113 - Ich hab mein Sach Gott heimgestellt
- BWV 1114 - Herr Jesu Christ, du höchstes Gut
- BWV 1115 - Herzlich lieb hab ich dich, o Herr
- BWV 1116 - Was Gott tut, das ist wohlgetan
- BWV 1117 - Alle Menschen müssen sterben
- BWV 1118 - Werde munter, mein Gemüte
- BWV 1119 - Wie nach einer Wasserquelle
- BWV 1120 - Christ, der du bist der helle Tag

### Diverses obres per a orgue (BWV 1121–1126)
- BWV 1121 - Fantasia
- BWV 1122 - Denket doch, Ihr Menschenkinder
- BWV 1123 - Wo Gott zum Haus nicht gibt sein Gut
- BWV 1124 - Ich ruf zu Dir, Herr Jesu Christ
- BWV 1125 - O Gott, du frommer Gott
- BWV 1126 - Lobet Gott, unsern Herrn

### Ària (1127)
- BWV 1127 - Alles mit Gott, und nichts ohn' ihn[12]

## Obres apòcrifes (Apèndix 43–189)
- BWV Anh. 43 - Fuga (orgue)
- BWV Anh. 44 - Fuga (orgue)
- BWV Anh. 45 - Fuga (orgue)
- BWV Anh. 46 - Trio (orgue)

### Obres d'atribució dubtosa
- BWV Anh. 47 - Ach Herr, mich armen Sünder
- BWV Anh. 48 - Allein Gott in der Höh' sei Ehr
- BWV Anh. 49 - Ein feste Burg ist unser Gott
- BWV Anh. 50 - Erhalt uns, Herr, bei deinem Wort
- BWV Anh. 51 - Erstanden ist der heilige Christ
- BWV Anh. 52 - Freu dich sehr, o meine Seele
- BWV Anh. 53 - Freu dich sehr, o meine Seele
- BWV Anh. 54 - Helft mir Gottes Güte preisen
- BWV Anh. 55 - Herr Christ, der einig' Gottes Sohn
- BWV Anh. 56 - Herr Jesu Christ, dich zu uns wend'
- BWV Anh. 57 - Jesu Leiden, Pein und Tod
- BWV Anh. 58 - Jesu, meine Freude
- BWV Anh. 59 - Jesu, meine Freude
- BWV Anh. 60 - Non lob', mein' Seel' den Herren
- BWV Anh. 61 - O Mensch, bewein' dein' S&uumlnde groß
- BWV Anh. 62a - Sei Lob und Ehr mit hohem Preis
- BWV Anh. 62b - Sei Lob und Ehr mit hohem Preis
- BWV Anh. 63 - Von Himmel hoch
- BWV Anh. 64 - Von Himmel hoch
- BWV Anh. 65 - Von Himmel hoch
- BWV Anh. 66 - Wachet auf, ruft uns
- BWV Anh. 67 - Was Gott tut, das ist wohlgetan
- BWV Anh. 68 - Wer nur den lieben Gott läßt walten
- BWV Anh. 69 - Wir glauben all'an einen Gott
- BWV Anh. 70 - Wir glauben all'an einen Gott
- BWV Anh. 71 - Wo Gott, der Herr, nicht bei uns hält
- BWV Anh. 72 - Canon
- BWV Anh. 77 - Herr Christ, der eining' Gottessohn
- BWV Anh. 78 - Wenn wir in hochsten Noten sein
- BWV Anh. 79 - Befiehl du deine Wege
- BWV Anh. 107 - Fuga
- BWV Anh. 108 - Fuga
- BWV Anh. 109 - Fuga
- BWV Anh. 110 - Fuga
- BWV Anh. 111 - Largo i Allegro
- BWV Anh. 112 - Grave

### Quadern d'Anna Magdalena Bach(Apèndix 113–132)
- BWV Anh. 113 - Minuet (atribució dubtosa)
- BWV Anh. 114 - Minuet (atribuïda a Christian Petzold)
- BWV Anh. 115 - Minuet (atribuïda a Christian Petzold)
- BWV Anh. 116 - Minuet (atribució dubtosa)
- BWV Anh. 117a - Minuet (atribució dubtosa)
- BWV Anh. 117b - Minuet (atribució dubtosa)
- BWV Anh. 118 - Minuet (atribució dubtosa)
- BWV Anh. 119 - Polonesa (atribució dubtosa)
- BWV Anh. 120 - Minuet (atribució dubtosa)
- BWV Anh. 121 - Minuet (atribució dubtosa)
- BWV Anh. 122 - Marxa (atribuïda a C.P.E. Bach)
- BWV Anh. 123 - Polonesa (atribuïda a C.P.E. Bach)
- BWV Anh. 124 - Marxa (atribuïda a C.P.E. Bach)
- BWV Anh. 125 - Polonesa (atribuïda a C.P.E. Bach)
- BWV Anh. 126 - Musette (atribució dubtosa)
- BWV Anh. 127 - Marxa (atribució dubtosa)
- BWV Anh. 128 - Polonesa (atribució dubtosa)
- BWV Anh. 129 - Solo (atribuïda a C.P.E. Bach)
- BWV Anh. 130 - Polonesa (atribuïda a Johann Adolph Hasse)
- BWV Anh. 131 - Moviment (atribució dubtosa)
- BWV Anh. 132 - Minuet (atribució dubtosa)

### Més obres apòcrifes (atribució dubtosa) (Apèndix 133–153)
- BWV Anh. 133 - Fantasia
- BWV Anh. 134 - Scherzo
- BWV Anh. 135 - Buslesca
- BWV Anh. 136 - Trio
- BWV Anh. 137 - L'Intrada della Caccia
- BWV Anh. 138 - Continuazione della Caccia
- BWV Anh. 139 - Il Fine delle Caccia - I
- BWV Anh. 140 - Il Fine delle Caccia - II
- BWV Anh. 141 - Salm: O Gott die Christenhalt
- BWV Anh. 142 - Salm 110
- BWV Anh. 143 - Polonesa
- BWV Anh. 144 - Polonesa Trio
- BWV Anh. 145 - Marxa
- BWV Anh. 146 - Marxa
- BWV Anh. 147 - La Combattuta
- BWV Anh. 148 - Scherzo
- BWV Anh. 149 - Minuet
- BWV Anh. 150 - Trio
- BWV Anh. 151 - Concert
- BWV Anh. 152 - Concert
- BWV Anh. 153 - Sonata

### Obres falsament atribuïdes (Apèndix 158–189)
- BWV Anh. 158 - Ària: Andro dall' colle al prato
- BWV Anh. 159 - Motet: Ich lasse dich nicht, du segnest mich denn
- BWV Anh. 160 - Motet: Jauchzet dem Herrn, alle Welt
- BWV Anh. 161 - Motet: Kundlich gross ist das gottselige Geheimnis
- BWV Anh. 162 - Motet: Lob und Ehre und Weishelt und Dank
- BWV Anh. 163 - Motet: Merk aud, mein Herz, und sieh dorthin
- BWV Anh. 164 - Motet: Nun danket alle Gott
- BWV Anh. 165 - Motet: Unser Wandel ist im Himmel
- BWV Anh. 177 - Preludi i fuga
- BWV Anh. 178 - Tocata quasi una fantasia i fuga
- BWV Anh. 179 - Fantasia
- BWV Anh. 180 - Fuga
- BWV Anh. 181 - Fuga
- BWV Anh. 182 - Passacaglia
- BWV Anh. 183 - Rondo
- BWV Anh. 184 - Sonata
- BWV Anh. 185 - Sonata
- BWV Anh. 186 - Sonata
- BWV Anh. 187 - Trio
- BWV Anh. 188 - Sonata (Concert) per a dos clavecins
- BWV Anh. 189 - Concert en la menor per a clavecí